# Majtjärnen
Majtjärnen är en sjö i Åsele kommun i Lappland och ingår i Gideälvens huvudavrinningsområde. Sjön har en area på 0,128 kvadratkilometer och ligger 294,4 meter över havet.

## Delavrinningsområde
Majtjärnen ingår i det delavrinningsområde (711402-162399) som SMHI kallar för Mynnar i Viskasjön. Medelhöjden är 329 meter över havet och ytan är 4,01 kvadratkilometer. Det finns ett avrinningsområde uppströms, och räknas det in blir den ackumulerade arean 16,44 kvadratkilometer. Vattendraget som avvattnar avrinningsområdet har biflödesordning 3, vilket innebär att vattnet flödar genom totalt 3 vattendrag innan det når havet efter 130 kilometer. Avrinningsområdet består mestadels av skog (84 procent). Avrinningsområdet har 0,13 kvadratkilometer vattenytor vilket ger det en sjöprocent på 3,2 procent.